# COVID-19 в Сербии
Первый случай пандемии COVID-19 в Сербии заражения новым коронавирусом в Сербии был зафиксирован 6 марта. Это был 43-летний мужчина, вернувшийся из Будапешта. По данным на ноябрь в стране зафиксировано 104 097 случаев заражения, 97 398 человек вылечилось, 1 100 погибло.

## Ежедневное развитие событий

### Мартовские данные

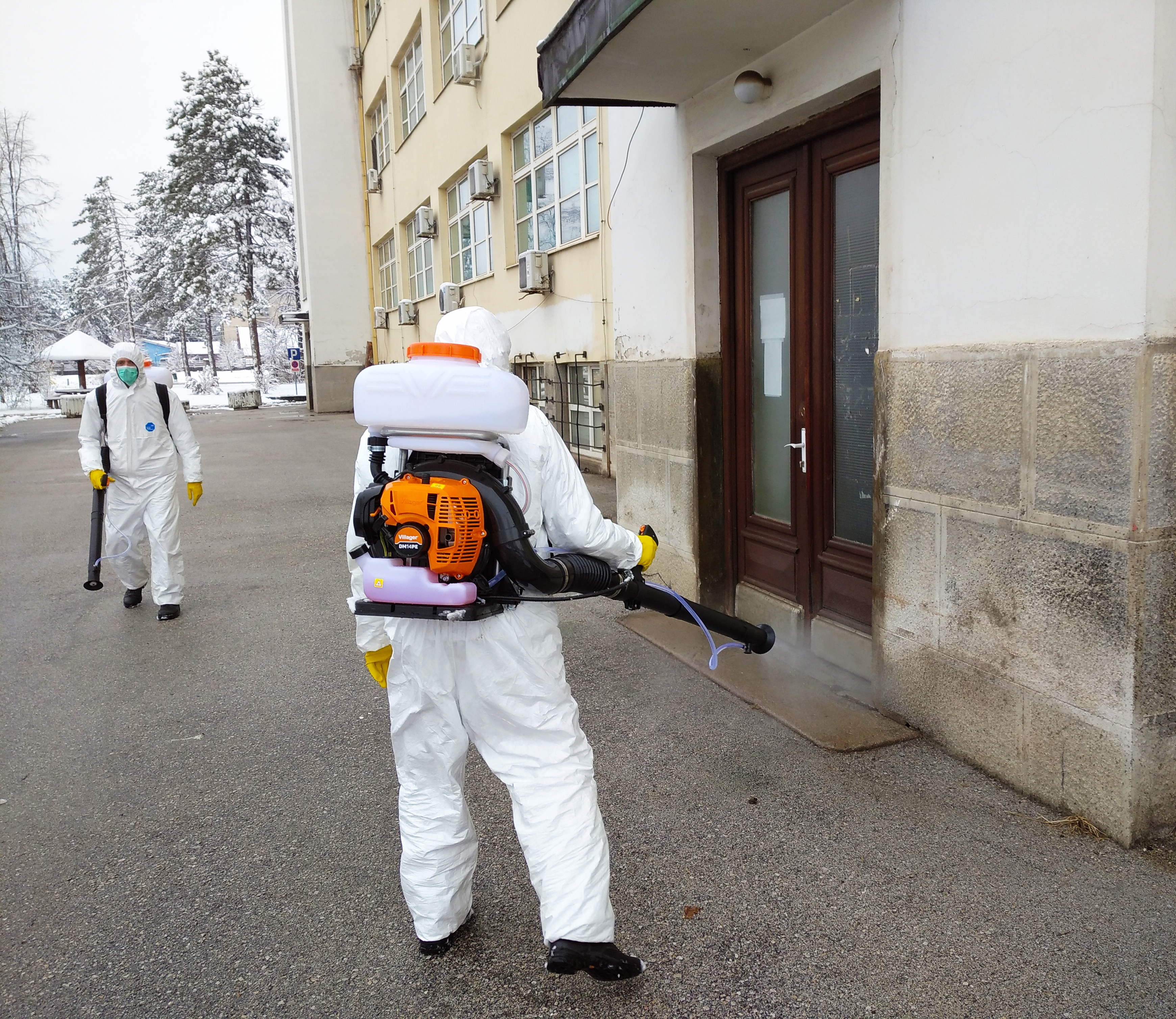
Дезинфекция Вальевской больницы во время эпидемии коронавируса в 2020 году

6 марта был обнаружен первый заражённый, на чрезвычайной пресс-конференции министр здравоохранения Сербии заявил о первом случае заражения в стране, однако он отметил, что ситуация в стране под контролем и применяются все необходимые меры. На тот момент заболевший лечился в Суботице. Также министр сообщил о своевременном уведомлении общественности о ситуации.
7 марта было решено перевести заражённого в КЦ (Клинический центр) Воеводины из-за скачков температуры, которые пациент испытывал ночью.
Через один день, 9 марта был зафиксирован второй случай заражения. Заразился китайский гражданин.
10 марта был введён временный запрет на въезд в Сербию из регионов с повышенной активностью COVID-19, то есть из Италии, некоторых провинций Китая, Южной Кореи, Ирана, некоторых территорий Швейцарии. Также заразилось ещё 3 человека. Было объявлено, что все пациенты находятся в стабильном состоянии, никто из них не в отделении интенсивной терапии, а все отделении общего типа.
11 марта заразились 7 человек. Из этих случаев двое заразились в Германии и Италии, остальные 5 человек заразились от двух женщин (заразившихся 10 марта), контактировавших с гражданкой другой страны, которую инфицировали после её возвращения домой. Вечером появилась информация о ещё 6 заразившихся. Также были запрещены общественные собрания численностью более 100 человек в закрытом помещении. Было принято решение о том, что сотрудники транзитных маршрутов и автомагистралей должны быть обеспечены защитными средствами. Министерство образования, науки и технологического развития отправило инструкцию всем начальным и средним школам Сербии, направленным на предотвращение распространения инфекции коронавируса.
12 марта вступают в силу вышеупомянутые меры против распространения эпидемии. В этот же день утром заболел 1 человек, также самочувствие пациента, находящегося в КЦ Воеводины было более тяжёлым, он находился в отделении интенсивной терапии. Вечером было выявлено 5 случаев заражения.
13 марта утром было выявлено 7 случаев, вечером — 4 случая. Министр здравоохранения сообщил, что 10 пациентов находятся в инфекционной клинике, в городе Ниш — шесть, состояние всех этих пациентов стабильно. Министр здравоохранения Воеводины заявил, что пять человек госпитализированы в регион, четверо из которых находятся в КЦ Воеводины (клиника инфекционных заболеваний). Один из них находится в тяжёлом состоянии и находится под постоянным мониторингом. Была закрыта граница с Румынией.
14 марта были выявлены ещё 11 заражённых: 6 утром (4 на домашней изоляции, двое на стационарном без осложнений) и 5 вечером (2 пациента, выявленные вечером, были госпитализированы). В КЦ Воеводины один пациент находился на искусственной вентиляции.
15 марта заразились 2 человека, в этот день Александр Вучич объявил о введении чрезвычайного положения в стране и объявил, что после заседания правительства будет принято постановление «О мерах во время чрезвычайного положения».
16 марта утром заразились 7 человек, вечером 2 человека. Также Китай отправил в страну 1000 тестов на COVID-19.
17 марта министр здравоохранения Сербии сообщил о том, что поездка в кафе, торговый центр несёт угрозу заражения COVID-19, заразилось 15 человек: 6 находились дома и 9 на стационарном лечении.
18 марта заразились 11 человек утром и 6 вечером, из них 7 находились дома и 10 на стационарном лечении.
19 марта были инфицированы 14 человек, 7 на домашней изоляции и 7 на стационарном лечении. В этот день выздоровели 2 человека и были выписаны.
20 марта заразились 15 человек утром и 17 вечером. Также, 20 март был зафиксирован первый летальный случай, министр здравоохранения Сербии заявил, что темпы распространения эпидемии зависят только от каждого лично и призвал всех к единству.
21 марта заразились 36 человек, 14 утром и 22 вечером (из них было госпитализировано 17 человек). Был запрещён бизнес в торговых центрах, кроме магазинов и аптек, запрещены собрания численностью более 5 человек.
22 марта утром заразилось 17 человек, вечером — 34, был зафиксирован второй летальный случай — погибла 92-летняя женщина, которая была на респираторе в клинике. Министр здравоохранения страны Златибор Лончар обратился к гражданам страны, из-за большого интереса жителей Сербии обращение показывалось ежедневно с 19 до 21 часа.
23 марта были инфицированы 27 человек. 3 человека были выписаны, так как получили отрицательные результаты теста на COVID-19.
24 марта заразились 54 человека, было объявлено о том, что жизнь 21 пациента находится под угрозой (на, из которых восемь в Белграде, пять в Нише, по четыре в Нови-саде и Крагуеваце. Получив отрицательные тестовые результаты были выписаны 15 человек. Умерла 60-летняя женщина, которая имела диабет.
25 марта 81 человек заразился, всего было заражено 384.
26 марта умерли 3 человека: 2 в Белграде и один в Нише, заразились 73 человека, из них 47 были госпитализированы.
27 марта 71 человек заразился, 48 госпитализированы. Умер 62-летний мужчина в КЦ Воеводины, однако Вучич заявил, что точно неизвестно от чего скончался пациент. Также умер ещё один человек, его анализы оказались положительными после смерти.
28 марта 131 человек заразился, умерли 2 человека: по 1 в Белграде и Нише, умершие имели сопутствующие заболевания. Министр здравоохранения объявил, что страна переходит на комендантский час по выходным. По данным 28 марта всего заражены 659 человек, 49 из них на респираторе.
29 марта заболело ещё 82 человека, три умерли. Также был увеличен комендантский час, теперь нельзя выходить на улицу в промежуток времени с 15 часов до 5 часов (с 16 по мск до 6 по мск), отменён 20- минутный выгул животных вечером.
30 марта было зафиксировано 44 случая заражения COVID-19, умерли 3 человека.
31 марта было выявлено 115 случаев заражения, 7 человек умерли. Представители минздрава страны сообщили о том, что ситуация в стране приближается к итальянскому и испанскому сценариям.
После выявления заболевших в стране было увеличено производство средств дезинфекции, защитных перчаток М4, защитных полумасок ПМ1, УР2 и "681". В короткие сроки был разработан усовершенствованный вариант общевойскового респиратора М731 с улучшенными защитными свойствами, а на предприятии "Перва петолетка - Наменска" было освоено серийное производство прозрачных защитных экранов.

### Апрельские данные
1 апреля заразились 160 человек, из 1060 заражённых 648 госпитализировано, 72 на респираторе. Также COVID-19 унёс жизни 5 человек. Среди погибших был член правительства Сербии, 63-летный государственный секретарь министерства окружающей среды Бранислав Блажич, скончавшийся в госпитале Белграда.
2 апреля COVID-19 был выявлен у 111 человек, три человека, имеющие хронические заболевания умерли.
3 апреля заразились 305 человек, 8 погибли: 6 мужчин и 2 женщины, все из них имели хронические заболевания.
4 апреля заразилось 148 человек, всего заражённых стало 1624. Умерло 5 мужчин, имеющие хронические заболевания, также 38 человек ожидают второго тестирования, для точного определения наличия или же отсутствия у них COVID-19.
5 апреля было выявлено 284 случая заражения, от COVID-19 скончались 7 человек: 5 мужчин и 2 женщины, все имели хронические заболевания, в Сербии было зарегистрировано 1908 случаев заражения.
6 апреля 292 человека заразились, умерли три мужчины и четыре женщины. Всего было выявлено 2200 заражённых, из них 1197 были госпитализированы, 124 человека вылечились.
7 апреля умерли двое мужчин и одна женщина, все имели сопутствующие заболевания. 247 человек заразились, 1394 были госпитализированы, на респираторе 109 пациентов.
8 апреля было выявлено 219 случаев заражения, умерло 4 человека, все мужчины (средний возраст — 62 года). Зарегистрировано 2666 заражений на территории страны.
9 апреля министр здравоохранения Сербии посетил построенную больницу КЦС, по сообщениям министерства здравоохранения Сербии медицинское оборудование будет доставлено из Китая, в лаборатории будут работать 40 человек, которые будут проходить специальную подготовку от китайских экспертов. Заразился 201 человек, умер один мужчина.
10 апреля 238 человек заразились, четверо мужчин и одна женщина погибла. Всего было зарегистрировано 3105 случай заражения, также был ужесточён комендантский час.
11 марта умерли 3 человека, было зарегистрировано 275 заражений.
12 апреля заразилось 250 человек, умерло 6 человек, средний возраст погибших был около 57 лет.
13 апреля число инфицированных стало больше 4000 тысяч, рост составил 424 человека, это наибольший рост с момента начала распространение пандемии в Сербии. Умерло 5 человек, их средний возраст составил 76 лет. В стране появились первые доноры плазмы крови из числа вылечившихся от COVID-19, число выздоровевших составило 400 человек.
14 апреля заразилось 411 человек, умерло 7 мужчин и 2 женщины, было зарегистрировано в общей сложности 4465 заражённых.
15 апреля заразилось 408 человек, 5 человек были сняты с респиратора из-за улучшения их состояния, министр здравоохранение Сербии сообщил, что ситуация в стране находится под контролем во всех регионах, кроме Ниша и Позаревца, также он сообщил, что дальнейшее развитие ситуации зависит от выполнение рекомендаций врачей.
16 апреля умерли 4 человека, 445 человек заразились, вылечились 43. На респираторе находилось 120 пациентов, госпитализировано более 3 500 человек.
17 апреля на сайте минздрава Сербии появилась информация о заражении ещё 372 двух человек, что стало наименьшим показателем с 12 апреля, умерли 7 человек, число выздоровевших достигло 534 человек.
18 апреля число вылечившихся возросло до 637, умерли 3 женщины и 4 мужчины. Общее количество смертей от COVID-19 достигло 117 человек.
19 апреля заразилось 324 человека, умерло 5 человек, число вылечившихся превысило 750 человек.
20 апреля было выявлено 312 случаев, двое мужчин и одна женщина умерли, вылечилось 870 человек.
21 апреля заразилось 260 человек, умерло 5, число вылечившихся достигло 977.
22 апреля заразилось 224 человека, умерло трое мужчин и одна женщина, 1025 человек выздоровели.
23 апреля было выявлено 162 случая заражения, на респираторе находилось 96 пациентов, погибли 5 человек, выздоровевших стало больше на 38 человек.

## Карантинные меры
11 марта из-за COVID-19 были запрещены массовые собрания, предвыборные митинги. Ограничено передвижение на границах с соседними государствами.
С 18 марта в стране был введён комендантский час днём для граждан старше 65 лет и 70 лет в сёлах. 3 апреля мера была ужесточена, теперь час действует с 13:00 в субботу до 5:00 в понедельник. Людям моложе 65 лет должны оставаться дома с 17:00 до 5:00, жителям старше 65 лет в городе и 70 в сёлах имеют право выходить с 3:00 до 7:00.
В Сербии введено чрезвычайное положение, по данным 2 апреля закрыты школы, спортивные и культурные учреждения и детские сады, границы для въезда иностранцев, без регистрации в стране.
За всеми гражданами, вернувшихся из-за границы власть устанавливает особый контроль. Они должны проходить самоизоляцию, в противном случае их ждёт штраф или до 12 лет тюрьмы.
Гражданам разрешено выгуливать домашних питомцев, но не дальше 200 метров от дома.
С 21 марта запрещено посещение парков.
По сообщениям ЦИК Сербии подготовка к муниципальным, парламентским и краевым выборам, которые должны были состояться 26 апреля была прекращена до тех пор, пока не будет отменено чрезвычайное положение.
31 марта зарплаты всем медицинским работникам были увеличены на 10 %.

## Действия властей
21 марта в Белградском ярмарочно-выставочном комплексе был развёрнут приёмный центр на 3 тысячи человек (для больных, у которых болезнь протекает в лёгкой форме).
Также, 31 марта министр финансов заявил, что пакет средств на поддержку экономики составит 5,1 миллиардов евро, и каждый гражданин получит 100 евро. По его словам меры преследуют две цели: помощь пострадавшим предприятиям и сохранение уровня занятости.

## Взаимодействие с другими странами

### С сербской стороны
17 марта Александр Вучич заявил, что в Сербии лучшая ситуация в плане продовольствия и страна готова экспортировать товары в Черногорию, Северную Македонию и Республику Сербскую (часть Боснии и Герцеговины). «Мы, что касается продуктов питания, находимся в лучшем положении, чем большинство стран ЕС. Что касается готовности наших больших и малых торговых сетей, думаю, что нет ни одной страны ЕС, которая поражена коронавирусом, а может лучше снабжаться, чем Сербия. В регионе мы, определённо, лучше всех» — заявление Вучича.

### Иностранная помощь
20 марта на встрече президента Сербии и посол Норвегии второй сообщил о пожертвовании с норвежской стороны 5 миллионов евро. Позже Александр Вучич в социальной сети поблагодарил Норвегию за оказанную помощь.
26 марта одна из казахстанских компаний внесла взнос в качестве помощи Сербии на сумму 3 миллионов сербских динаров. По данным посольства средства будут направлены на покупку медицинских масок, оборудования и помощь уязвимой части населения.
Также Россия отправила в страну 15 000 тест-систем и, 2 апреля появились данные о том, что РФ направит в Сербию 11 самолётов с гуманитарной помощью и специалистов.
Страна, в которой началась пандемия — Китай, направил в Сербию 1000 тестов на вирус.
30 марта самолёт с медицинской помощью стране прибыл из ОАЭ, включающий в себя 15 000 больничных и 13 750 защитных костюмов, 30 000 бахил, 500 000 перчаток, 6000 упаковок дезинфицирующих средств, 20 000 медицинских масок.
Европейский союз профинансировал полёт самолёта из Китая с медицинской помощью Сербии и направил помощь в размере 7,5 миллионов евро для поддержки деятельности по борьбе с пандемией.
30 декабря 2020 года в Сербию была доставлена первая партия «Спутника V». Вакцинация против коронавируса российским препаратом началась 6 января 2021 года, а 4 июня было запущено собственное производство российской вакцины на территории Сербии мощностью в 4 мил.доз в год.
Запуск производства позволил председателю Народной Скупщины (парламента) Сербии Ивице Дачичу заявить, что после покрытия собственных потребностей в вакцине «мы будем продавать ее всем желающим».

## Прогноз дальнейшего развития событий
Эпидемиолог Предраг Кон заявил, что скоро произойдут судьбоносные события для Сербии, из-за предполагаемого роста числа заражённых, по его мнению пик заболеваемости придётся на 5-6 неделю борьбы с пандемией.
31 марта директор инфекционного отделения КЦ Сербии Горан Стеванович сообщил, что если сербские граждане не изменят свое поведение, то в стране возможен сценарий развития COVID-19 на итальянский манер.
3 апреля, в своём обращении к населению Сербии Александр Вучич заявил, что пик пандемии для страны наступит в ближайшие 15 дней.

## Оценка количества неинфицированных случаев заражения
Ранее упомянутый эпидемиолог также сообщил, что, возможно, в Сербии в 5 раз больше заразившихся: «Говорится о том, что в действительности заболевших в 10 раз больше, существуют различные цифры, я предполагаю, что их в 5 раз больше, чем подтверждено официально».

## Обращение президента Сербии к народу
31 марта Александр Вучич планировал обратиться к населению Сербии, однако почувствовал себя плохо и принял решение перенести обращение на более поздний срок, сообщил министр финансов страны.
В итоге обращение было сделано 3 марта. В обращении он сообщил о новых мерах противодействия распространению COVID-19.